# Гурин, Станислав Александрович
Гурин Станислав Александрович (1935, Ленинград — 20 октября 2007, Москва) — звукорежиссёр, фотохудожник, писатель. Заслуженный деятель искусств РСФСР, член СК СССР, академик Академии «Ника» с момента её основания (членский билет № 113 от 01.03.2002).

## Биография
Родился в 1935 году в Ленинграде.
В 1945—1953 годах учился в легендарной школе, бывшей частной гимназии, основанной в 1856 году Карлом Маем и носившей его имя, а также в музыкальной школе при консерватории.
В 1958 году закончил Ленинградский институт киноинженеров (отделение звукорежиссёров).
С начала 1960-х годов работал на киностудии имени М. Горького и её филиале в Ялте в качестве звукорежиссёра и принимал участие в создании более 30 художественных кинофильмов. Один из организаторов, соавтор учебных программ и преподаватель факультета звукорежиссуры.
Занимался журналистикой. Писал статьи о звуке, киносценарии, рассказы, репортажи со съёмочных площадок, эссе об актёрах, режиссёрах и других кинопрофессиях. Печатался в газетах и журналах: «Искусство кино», «Советский экран», «Новины экрана» (Киев), «Советский цирк», «Правда», «Вечерняя Москва», «Курортная газета» (Ялта) и других. Все публикации иллюстрировал своими фотографиями.
Совместно со сценаристами В. Витковичем, Г. Ягдфельдом, режиссёром Б. Рыцаревым и художником К. Загорским написал книгу-фильм о съёмках фильма «Волшебная лампа Аладдина», вышедшую в 1971 году в издательстве «Молодая гвардия». Гурин Станислав Александрович — автор детской повести «Каникулы» и романов: «Прелюдия ночи», «Нештатная ситуация», «Вы заказывали убийство», «Застывшие депеши» и «Бабочки в лунном свете».
По повести «Каникулы» был написан и опубликован киносценарий в альманахе «Киносценарии» за 1984 год. По мотивам романов: «Вы заказывали убийство» и «Застывшие депеши» кинокомпанией «Пирамида» были сняты три 16-серийных телефильма: «Пилот международных авиалиний», «Вы заказывали убийство» и «Застывшие депеши».
Станислав Гурин принимал активное участие в фотовыставках как у нас в стране, так и за рубежом. Он оставил большой фотоархив, которому предстоит ещё увидеть свет. Это фоторепортажи со съёмок фильмов: «Волшебная лампа Аладдина»; «Нейтральные воды»; «Горожане»; «Капабланка» и других. На его фотографиях — лица известных артистов Советских театров и кино (Михаил Пуговкин, Иннокентий Смоктуновский, Любовь Орлова, Зоя Фёдорова, Георгий Милляр и др.), кинорежиссёров (Юлий Райзман, Григорий Александров, Сергей Герасимов, Григорий Козинцев), сценаристов, композиторов и многих других интересных людей (Юрий Гагарин).
Умер С. А. Гурин 20 октября 2007 года.

## Фильмография
- 1961 — Сердце не прощает
- 1961 — Дрессировщики
- 1964 — Валера
- 1966 — Волшебная лампа Аладдина
- 1968 — Нейтральные воды
- 1969 — Весёлое волшебство
- 1970 — О любви
- 1972 — Огоньки
- 1974 — Свой парень
- 1975 — Горожане
- 1976 — Несовершеннолетние
- 1978 — Стеклянные бусы
- 1979 — Старые долги
- 1982 — Семеро солдатиков
- 1983 — Ученик лекаря
- 1985 — День гнева
- 1986 — Капабланка
- 1987 — Христиане
- 1988 — Шут
- 1989 — Поездка в Висбаден
- 1990 — Бес в ребро
- 1991 — Завтра
- 1991 — Перлимплин
- 1994 — Дом на камне